# Latrodectus variegatus
Latrodectus variegatus är en spindelart som beskrevs av Hercule Nicolet 1849. Latrodectus variegatus ingår i släktet änkespindlar, och familjen klotspindlar. Inga underarter finns listade i Catalogue of Life.